# حشره‌خوار خاکستری کرافورد
 حشره‌خوار خاکستری کرافورد (نام علمی: Notiosorex crawfordi) نام یک گونه از سرده حشره‌خوار خاکستری است.